# Rudolf Nitsche
Rudolf Karl Stephan Nitsche (* 28. Oktober 1922 in Lannesdorf; † 1. April 1996 in Buchenbach) war ein deutscher Physikochemiker, Kristallograph und Hochschullehrer.

## Leben
Nitsche verbrachte seine Kindheit bis 1938 in Den Haag, Holland. Das Reifezeugnis erhielt er 1940 von dem Ernst-Abbe-Gymnasium in Eisenach. Nach dem Reichsarbeitsdienst (1940) und Kriegsdienst (1940–1945) studierte er Chemie an der Ruprecht-Karls-Universität Heidelberg. 1951 wurde er als Schüler von Klaus Schäfer mit einer Dissertation zum Thema „Über einen Zusammenhang zwischen dem Energietransport an metallischen Oberflächen und der katalytischen Zersetzung des Äthans“ promoviert. Von 1951 bis 1954 arbeitete er in den USA im Forschungslabor des Unternehmens DuPont. Nach Tätigkeiten bei Siemens in Erlangen und den RCA Laboratories in Zürich, habilitierte er sich 1967 an der ETH Zürich mit der Arbeit „Kristallzucht aus der Gasphase durch chemische Transportreaktionen“. 1968 erfolgte ein Ruf an den Lehrstuhl für Kristallographie der Albert-Ludwigs-Universität Freiburg. Bis zu seiner Emeritierung 1988 war Nitsche Direktor des Instituts für Kristallographie an der Universität Freiburg.
Nitsche war 1970 Gründungsmitglied und von 1978 bis 1981 Vorsitzender der Deutschen Gesellschaft für Kristallwachstum und Kristallzüchtung (DGKK). Er war als Ausschussmitglied auf dem Forschungsgebiet „Kristalle“ beim Bundesministerium für Forschung und Technologie (BMFT) tätig, ab 1982 wurde er Vorsitzender des BMFT-Gutachterausschusses „Kristallzüchtung unter Weltraumbedingungen“.